# SCADTA
La Sociedad Colombo-Alemana de Transportes Aéreos - SCADTA (en alemán: Deutsch-Kolumbianische Luftverkehrsgesellschaft), hoy Avianca, es la segunda aerolínea más antigua del mundo y la primera aerolínea de América. Operó como SCADTA desde 1919 hasta 1939. En 1940 cambió su nombre por Aerovías Nacionales de Colombia S.A. y en 2004 volvió a cambiar su nombre por Aerovías del Continente Americano, pero conservó el acrónimo Avianca que es utilizado desde 1940 y es la aerolínea más antigua del mundo con operaciones ininterrumpidas y es reconocida como una de las mayores aerolíneas de América Latina.

## Historia

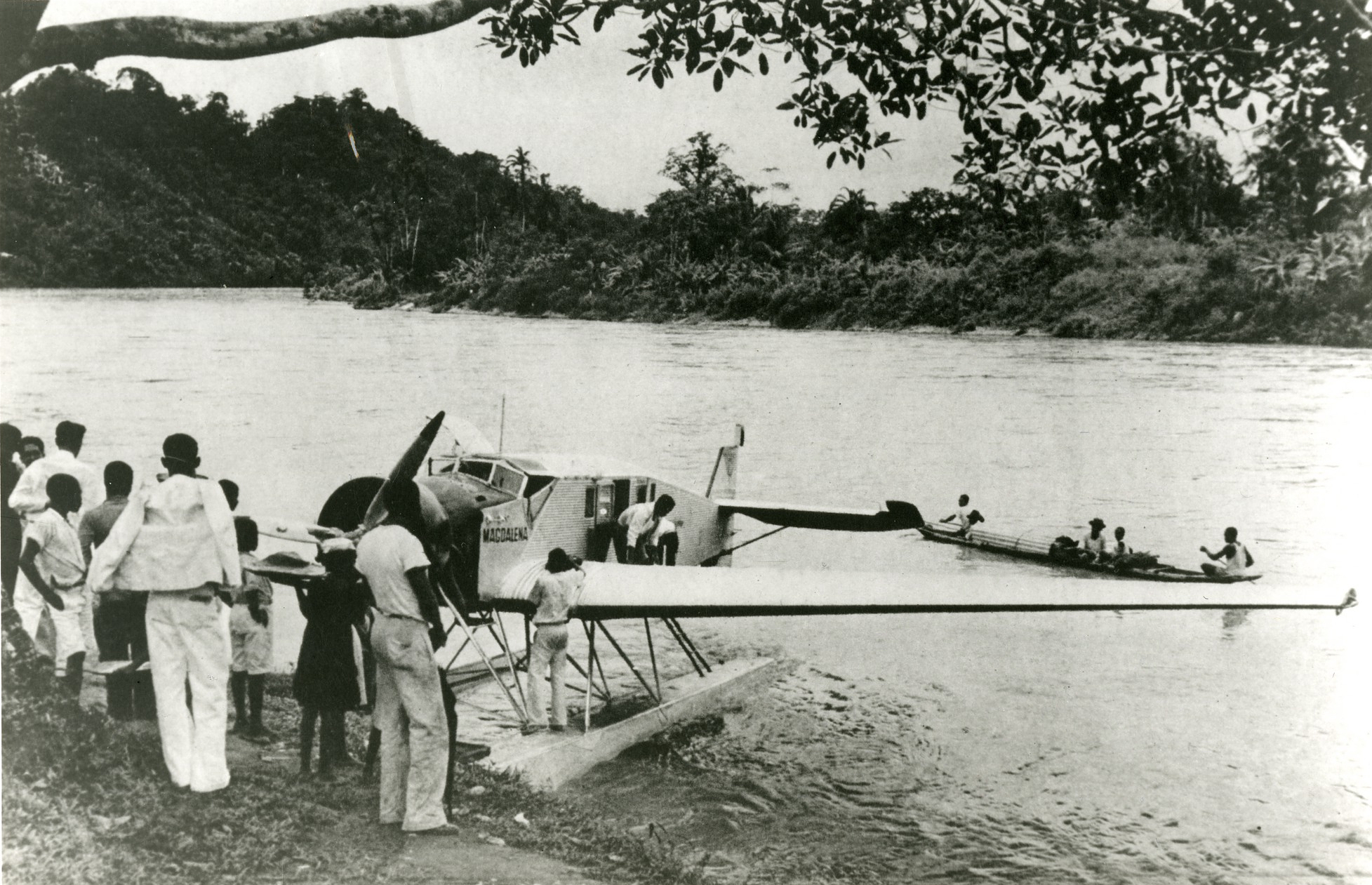
SCADTA Junkers W 34 en el Río Magdalena (cerca de 1920)

Scadta se inició como una pequeña línea aérea que utilizaba hidroaviones Junkers capaces de acuatizar en el cauce del río Magdalena en Colombia, fundamentalmente por la falta de una infraestructura adecuada de campos de aterrizaje en aquel tiempo. La nacionalidad alemana de algunos de los socios de la Scadta motivó que el gobierno de Estados Unidos subvencionara la expansión de la Pan American Airways en Latinoamérica durante la administración de Herbert Hoover, y le impidiera a la Scadta los vuelos operativos a los Estados Unidos y sobre el Canal de Panamá. Sin embargo, la Scadta estableció una amplia red de rutas en la región Andina. La formación de la Pan American-Grace Airways (Panagra) en los años 1930 debilitó la posición de la Scadta en el mercado. Antes de la Segunda Guerra Mundial, el principal accionista, el industrial austríaco Peter Paul von Bauer vendió en secreto sus acciones a la Pan American World Airways en un intento por proteger la adquisición de la aerolínea por la Alemania nazi. El 27 de octubre de 1939 se anunció que la Scadta se fusionaba con la SACO - Servicio Aéreo Colombiano, empresa que dejaba de operar al día siguiente. Ante notario público se firmó el 14 de junio de 1940 en Barranquilla la escritura de constitución de Aerovías Nacionales de Colombia  S. A. llamada Avianca, fusión de SCADTA y SACO. Tras varias integraciones de empresas nacionales, 72 años más tarde en el 2012, Avianca fusionó con Taca e ingresó a la Star Alliance creando una de las compañías aéreas más importantes del continente americano, con centros de conexiones en Bogotá, Lima, San Salvador, Quito y San José de Costa Rica.

## Antigua flota

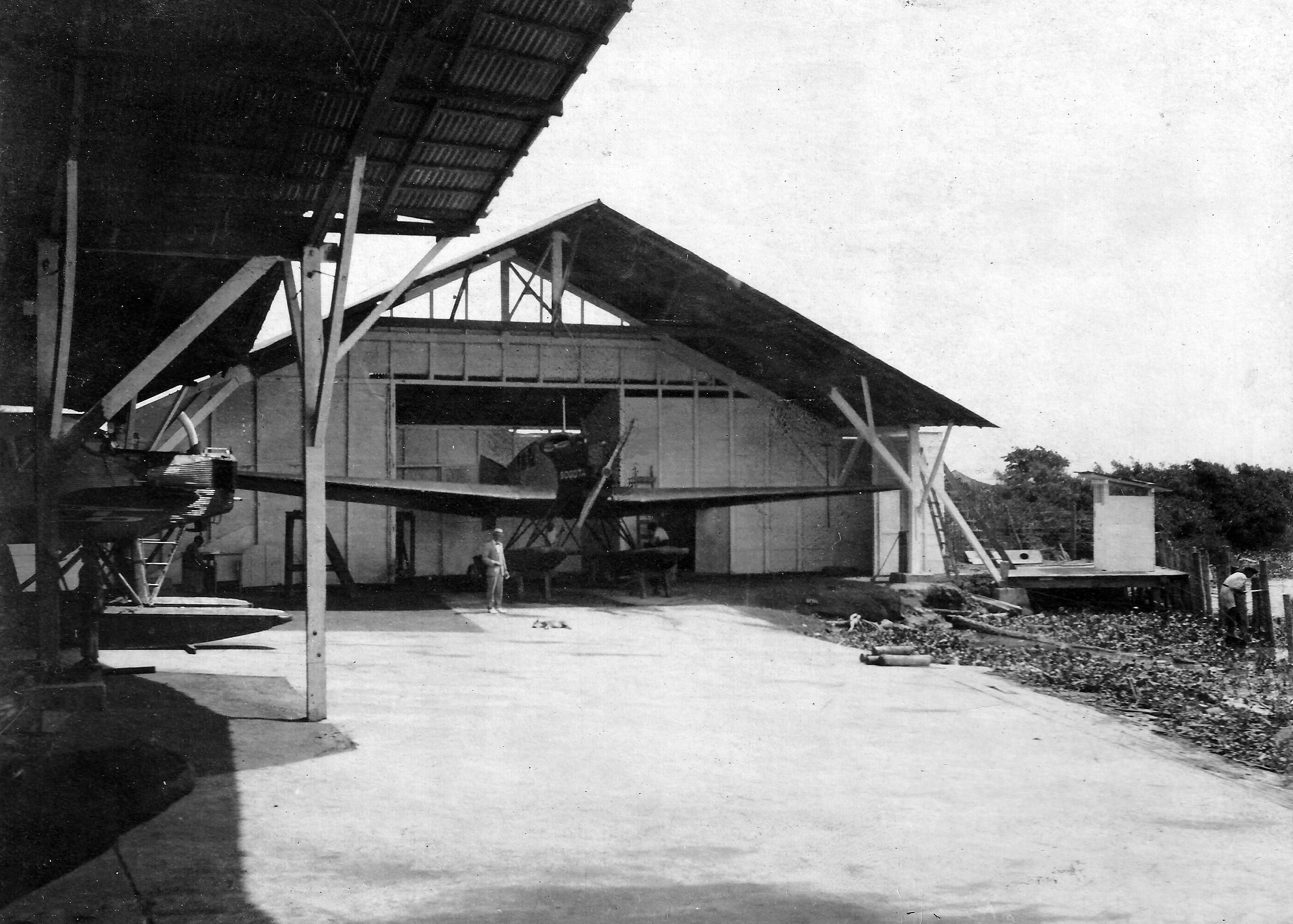
Hangar de SCADTA en Veranillo 1922

| Aeronaves               | Total | Introducido | Retirado | Matrículas |
| ----------------------- | ----- | ----------- | -------- | --- |
| Boeing 247              | 12    | 1936        | 1940     | C-70 (re-reg. C-140), C-71 (re-reg. C-141), C-72 (re-reg. C-142), C-73 (re-reg. C-143), C-138, C-139, C-140-2, C-144, C-145, C-146, C-147 y C-149                                                                                           |
| De Havilland DH.60 Moth | 5     | 1929        | 1939     | C-34, C-37, C-39, C-42 y C-43 |
| Dornier Do J            | 3     | 1925        | 1932     | A-19, A-20 y C-28 |
| Dornier Merkur          | 2     | 1927        | 1934     | A-23 (re-reg. C-23) y C-27 |
| Douglas DC-3            | 10    | 1939        | 1940     | C-100, C-101, C-102, C-103, C-104, C-105, C-106, C-107, C-108 y C-109 |
| Fokker Super Universal  | 2     | 1931        | 1934     | C-44 y C-48 |
| Ford Trimotor           | 12    | 1934        | 1940     | C-31, C-60, C-61, C-62 (re-reg. C-202), C-63, C-64, C-65, C-66 (re-reg. C-200), C-202, C-203, C-210, C-270 |
| General Aviation GA-43  | 1     | 1934        | 1940     | C-90 |
| Junkers F 13            | 20    | 1920        | 1938     | A-2, A-4, A-8, A-9, A-10, A-12, A-16, A-18, A-21 (re-reg. C-21), A-22 (re-reg. C-22), A-24 (re-reg. C-24), A-25 (re-reg. C-25), A-26 (re-reg. C-26), A-29 (re-reg. C-29), A-30, A-32 (re-reg. C-32), C-35, A-36 (re-reg. C-36), C-40 y C-41 |
| Junkers W 33            | 1     | 1928        | 1932     | C-33 |
| Junkers W 34            | 6     | 1929        | 1940     | C-49, C-51, C-53, C-74, C-80 y C-85, |
| Sikorsky S-38           | 6     | 1929        | 1940     | C-30, C-45, C-46, C-47, C-50 y C-52, |
| Sikorsky S-41           | 1     | 1936        | 1936     | C-54 |

## Accidentes e incidentes
- El 24 de junio de 1935, un Ford Trimotor (C-31 "Manizales"), que se disponía a volar la ruta Medellín-Cali-Bogotá, fue arrollado por otro Ford Trimotor de SACO (F-31) en la pista del Aeropuerto Olaya Herrera. Murieron las diez personas a bordo del vuelo de SCADTA, incluyendo el mundialmente famoso cantante de tango Carlos Gardel, y otras diez a bordo del vuelo de SACO.[7]
- El 13 de mayo de 1930, otro Ford Trimotor (C-60 "Barranquilla"), que buscaba un Junkers de la compañía desaparecido, se estrelló, sin víctimas, al aterrizar cerca de Quibdó.[7]
- El 17 de enero de 1939, otro Ford Trimotor (C-63 "Leticia") desapareció cerca de Sumapaz después de partir del Aeropuerto de Techo de Bogotá en un vuelo de aerofotogrametría. Murieron sus cuatro tripulantes. Los restos fueron encontrados años más tarde.[7]

- Un  247 D  matriculado C-149 se estrelló cerca de Manzanares, mató a todos a bordo.

- Otro 247, el C-140, se estrello en Tona, cerca del monte Mortino matando a los 11 adentro.